# パレルモ
パレルモ（イタリア語: Palermo ( 音声ファイル); シチリア語: Palermu）は、イタリアのシチリア島北西部に位置する都市であり、その周辺地域を含む人口約66万人の基礎自治体（コムーネ）。シチリア島最大の都市にしてシチリア自治州の州都であり、パレルモ県の県都でもある。
独自の国際色豊かな文化を生み出した中世シチリア王国の古都。

## 名称
イタリア語以外の言語では以下の名を持つ。
- シチリア語: Palemmu [paˈlɛmmʊ][5]
  - パレルモ方言 (it:dialetto palermitano) では [paˈljæmmʊ] と発音する。
- ラテン語: Panormus （パノルムス）
- ギリシア語: Πάνορμος / Panormos （パノルモス）
- アラビア語: بَلَرْم / Balarm (バラルム）

## 地理

### 位置・広がり
パレルモ県の北西部に位置する。シチリア島西部のトラーパニから東へ73km、南岸のアグリジェントから北北西へ91km、東岸に位置するシチリア第二の都市カターニアから西北西へ166km、首都ローマから南へ428kmの距離にある。

#### 隣接コムーネ
隣接するコムーネは以下の通り。
- アルトフォンテ
- ベルモンテ・メッツァーニョ
- フィカラッツィ
- イーゾラ・デッレ・フェンミネ
- ミジルメーリ
- モンレアーレ
- トッレッタ
- ヴィッラバーテ

### 気候
気候は典型的な地中海性気候で、夏は暑さと乾燥が顕著だが冬は緯度の割りにあまり寒くない。
| パレルモ （ボッカディファルコ空港）の気候 | パレルモ （ボッカディファルコ空港）の気候 | パレルモ （ボッカディファルコ空港）の気候 | パレルモ （ボッカディファルコ空港）の気候 | パレルモ （ボッカディファルコ空港）の気候 | パレルモ （ボッカディファルコ空港）の気候 | パレルモ （ボッカディファルコ空港）の気候 | パレルモ （ボッカディファルコ空港）の気候 | パレルモ （ボッカディファルコ空港）の気候 | パレルモ （ボッカディファルコ空港）の気候 | パレルモ （ボッカディファルコ空港）の気候 | パレルモ （ボッカディファルコ空港）の気候 | パレルモ （ボッカディファルコ空港）の気候 | パレルモ （ボッカディファルコ空港）の気候 |
| 月                                        | 1月                                       | 2月                                       | 3月                                       | 4月                                       | 5月                                       | 6月                                       | 7月                                       | 8月                                       | 9月                                       | 10月                                      | 11月                                      | 12月                                      | 年                                        |
| ----------------------------------------- | ----------------------------------------- | ----------------------------------------- | ----------------------------------------- | ----------------------------------------- | ----------------------------------------- | ----------------------------------------- | ----------------------------------------- | ----------------------------------------- | ----------------------------------------- | ----------------------------------------- | ----------------------------------------- | ----------------------------------------- | ----------------------------------------- |
| 平均最高気温 °C （°F）                    | 14.7 (58.5)                               | 14.5 (58.1)                               | 16.4 (61.5)                               | 18.7 (65.7)                               | 23.3 (73.9)                               | 27.2 (81)                                 | 29.8 (85.6)                               | 30.5 (86.9)                               | 27.5 (81.5)                               | 23.5 (74.3)                               | 19.0 (66.2)                               | 15.8 (60.4)                               | 21.8 (71.2)                               |
| 日平均気温 °C （°F）                      | 11.8 (53.2)                               | 11.5 (52.7)                               | 13.0 (55.4)                               | 15.1 (59.2)                               | 19.3 (66.7)                               | 23.2 (73.8)                               | 25.8 (78.4)                               | 26.6 (79.9)                               | 23.8 (74.8)                               | 20.1 (68.2)                               | 16.0 (60.8)                               | 13.0 (55.4)                               | 18.3 (64.9)                               |
| 平均最低気温 °C （°F）                    | 8.9 (48)                                  | 8.5 (47.3)                                | 9.6 (49.3)                                | 11.4 (52.5)                               | 15.3 (59.5)                               | 19.2 (66.6)                               | 21.7 (71.1)                               | 22.7 (72.9)                               | 20.1 (68.2)                               | 16.7 (62.1)                               | 12.9 (55.2)                               | 10.2 (50.4)                               | 14.8 (58.6)                               |
| 降水量 mm （inch）                        | 97.5 (3.839)                              | 109.9 (4.327)                             | 78.2 (3.079)                              | 65.1 (2.563)                              | 36.2 (1.425)                              | 17.9 (0.705)                              | 6.7 (0.264)                               | 31.8 (1.252)                              | 65.3 (2.571)                              | 105.6 (4.157)                             | 117.5 (4.626)                             | 123.7 (4.87)                              | 855.4 (33.677)                            |
| 平均降水日数 （≥1 mm）                    | 9.0                                       | 9.6                                       | 8.7                                       | 8.6                                       | 4.1                                       | 1.9                                       | 1.2                                       | 2.4                                       | 5.4                                       | 8.2                                       | 10.4                                      | 12.0                                      | 81.5                                      |
| 出典：Servizio Meteorologico              |                                           |                                           |                                           |                                           |                                           |                                           |                                           |                                           |                                           |                                           |                                           |                                           |                                           |

## 歴史

### 古代

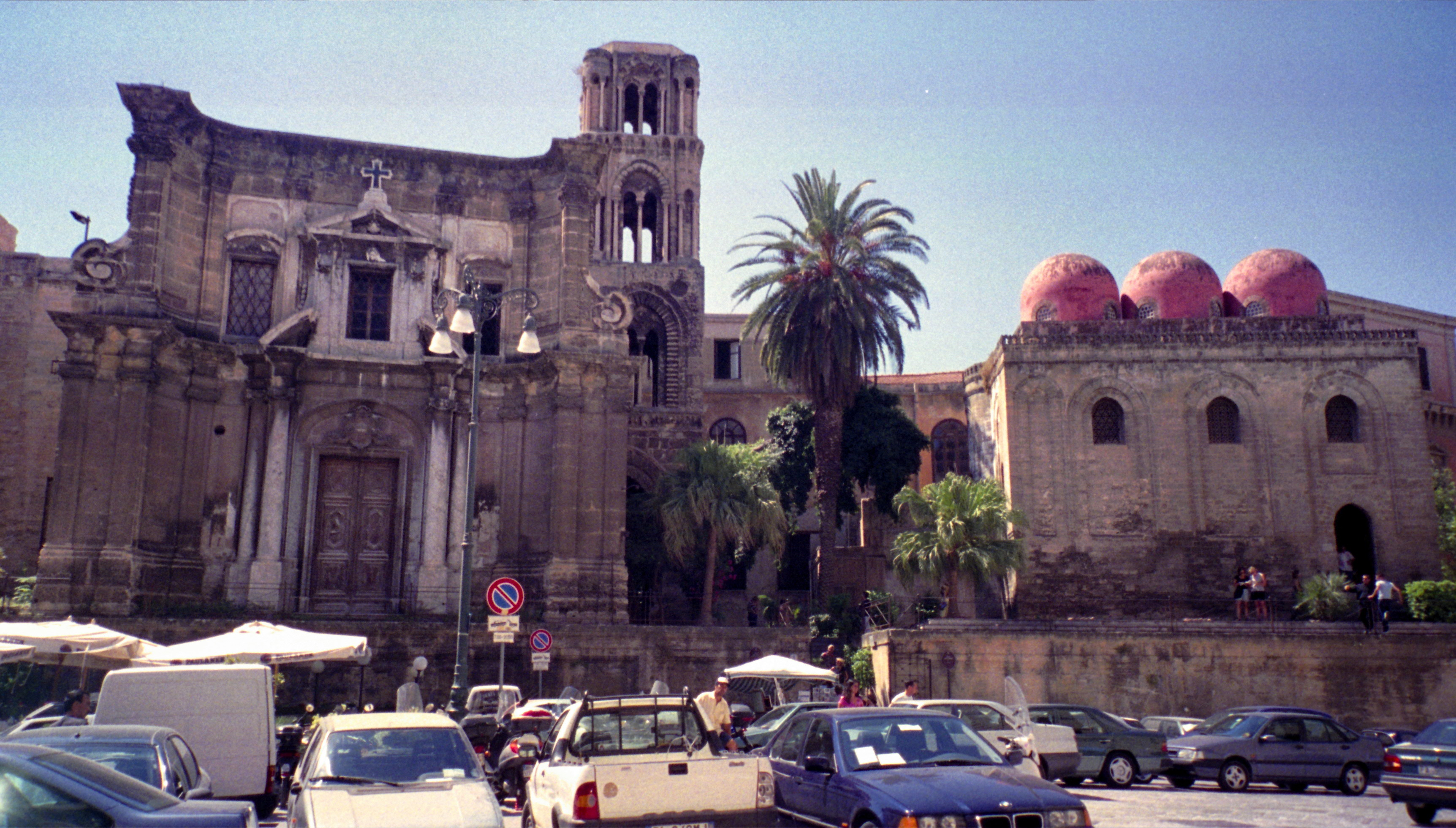
マルトラーナ教会（左）とサン・カタルド教会（右）

パレルモの基礎はフェニキア人によって築かれた。当時の名はジズ（ זִיז, Ziz）と言い、これは「花」の意味である。この都市はまもなくギリシア人の航海者や商人と交流を持つようになった。ギリシア語では「すべてが港」を意味するパノルモス（ギリシア語: Πάνορμος）の名で呼ばれた。そのラテン語形がパノルムス（Panormus）である。第一次ポエニ戦役（紀元前264年～241年）でローマの手に落ちた（紀元前251年にパノルムスの戦いでローマ軍によって奪取された）。

### 中世
西ローマ帝国滅亡後は東ローマ帝国領となった。
9世紀にはイスラム勢力が北アフリカからシチリア島に侵入し、831年にパレルモが陥落し、965年にはシチリア全島がイスラムの手に落ちた。イスラム王朝の首都はパレルモに移され、この町には絢爛たるイスラム文化が花開いた。当時のパレルモの人口は30万人の町に達し、モスクの数は300余り、キリスト教徒やユダヤ教徒も共存して住んでいて、中世ヨーロッパの社会では見られぬ珍しい繁栄を極める。
11世紀に南イタリアに到来したノルマン人がイスラム支配下のシチリア征服を開始、1060年にはパレルモ、1091年にはシチリア全島がノルマン人の手に落ちる。ノルマン・シチリア王国（オートヴィル朝）の都もパレルモに置かれ、フランス文化とイスラム文化が融合した独自の都市文化を形成した。やがてシチリア王国の支配権は神聖ローマ帝国のホーエンシュタウフェン家に移り、アラビア語にも堪能な異色の皇帝フェデリーコ2世が生まれた。 
その後、13世紀にはフランスの王弟シャルル・ダンジューに征服され、アンジュー家の支配下に入るが、シチリアの晩祷事件を契機とするシチリア島民の反乱によってアンジュー家はナポリへ移り、シチリアはスペインのアラゴン家に支配される。1479年以降はパレルモにスペイン副王が駐在した。

### 近代・現代
18世紀始めのスペイン継承戦争の結果、シチリアは一時オーストリアに渡るが、1734年スペイン・ブルボン家の王子カルロス（のちにスペイン王カルロス3世となる）によってナポリと共に征服されると、王宮はナポリに移り、パレルモは地方都市に転落した。19世紀始め、ナポレオン軍の南イタリア侵攻によってナポリのブルボン家が一時パレルモに逃れてくるが、ウィーン条約体制下で王宮は再びナポリに戻り、両シチリア王国が成立した。
1860年4月4日、it:Rivolta della Gancia。5月30日、it:Insurrezione di Palermo。10月25日のテアーノの握手でエマヌエーレ2世のサルデーニャ王国にガリバルディが征服した南イタリア（両シチリア王国を含む）が併合され、1861年3月14日にエマヌエーレ2世が統一イタリア国王に即位したため、パレルモもイタリア王国の一部となる。再びシチリア第一の都市となり、19世紀に産業・経済の発展を極めた。アール・ヌーヴォー様式の集中するイタリア有数の都市にもなった。ファシスト政権下でパレルモは無傷であったものの、第二次世界大戦中、1943年7月に連合国軍がシチリア上陸作戦（ハスキー作戦）を行い、パレルモの町は爆撃を受けて破壊された。戦後町は荒廃し、マフィアと結託した政治家により風光明媚な別荘などが多数破壊され、無機質なコンクリート製の建物が粗造乱造されて景観を破壊し、パレルモの虐殺と呼ばれて非難された。近年ノルマン王宮跡や大聖堂、いくつもの教会などの歴史地区を核に旧市街の保存・再生計画が完成した。
2020年3月には、イタリア国内で2019新型コロナウイルスの感染が拡大。全国的に都市封鎖が行われ、多くの人々が収入源を奪われた。パレルモはイタリアの再後発地域の一つという住民の絶望感にウイルスの感染拡大も重なり、商店から集団が物品を支払いをせずに持ち去る事例も発生した。

## 行政

### 行政区画
パレルモには以下の分離集落（フラツィオーネ）がある。
- Mondello, Partanna, Sferracavallo, Baida, Ciaculli, Croceverde, Roccella, Villagrazia, Mezzomonreale, Boccadifalco

## 産業
フィンカンティエリ社の造船所がある。

## 文化・観光

### 守護聖人
パレルモの守護聖人は聖ロザリアとされており、毎年7月14日に盛大な祭が行われる。聖ロザリアは1624年の黒死病から町を救ったと伝えられる。

### 観光
- ノルマンニ宮殿 - 市内にある元宮殿。現在は一部を地方議会が使用。
- マッシモ劇場（英語版）[9]
- パレルモ大聖堂　世界遺産。4世紀に教会が建てられ、イスラムの時代にはモスクとなったが、ノルマン朝の時代に大聖堂に改修された。
- サン・ジョヴァンニ・デッリ・エレミティ教会　世界遺産。多数の丸いドームやアーチに囲まれた中庭等、イスラム支配時代の建築の様式が建物に残る。
- ジェズ教会　16世紀に建てられたバロック様式の教会。第二次大戦でいったん焼失、現在の建物は戦後修復されたもの。

### スポーツ
- パレルモFC - サッカークラブ。

### パレルモを舞台にした作品
- 『落陽のパレルモ』 - 宝塚歌劇団のミュージカル作品。
- 『山猫』- トマージ・ディ・ランペドゥーサの歴史小説（1958年、イタリア）
  - 『山猫』- ルキノ・ヴィスコンティの映画（1963年、イタリア）

## 交通

### 空港
- パレルモ国際空港　-　通称プンタ・ライシ空港、ファルコーネ＝ボルセリーノ空港の方がよく知られている。パレルモ西方35kmにある。2007年の利用客が約451万人であった。1992年、マフィアに爆殺された判事ジョヴァンニ・ファルコーネ、パオロ・ボルセリーノを讃えて空港に名前が付けられた。
- パレルモ・ボッカディファルコ空港（英語版）

## 姉妹都市
- ティミショアラ（ルーマニア）
- パレルモ （コロンビア）
- サンティアーゴ・デ・クーバ （キューバ）
- カーン・ユーニス （パレスティナ）
- ビゼルト （チュニジア）
- トビリシ （ジョージア）
- マイアミ （アメリカ合衆国）
- 成都 （中国）
- ブカブ （コンゴ民主共和国）
- ヤロスラヴリ （ロシア）
- グダニスク （ポーランド）